# Macrobrachium quelchi
Macrobrachium quelchi es una especie de camarón de agua dulce del género Macrobrachium

## Descripción
Es un camarón de talla mediana que se ubica en el rango de los 50 – 55 mm. Que se caracteriza por presentar un rostro con unos 6 a ocho dientes en su borde superior y 2 o 3 en su borde inferior, el escafocerito es más largo que ancho en una de proporción de 3:1, el telson presenta dos pares de espinas dorsales el margen posterior de este presenta 2 pares de espinas laterales y presentando setas plumosos entre estas. Los primeros periopodos son delgados. Los huevos son ovalados presentando un diámetro mayo de unos 2,5 mm.
El Patrol de coloración es verdoso presentando mancas de verde oscuro sin ningún patrón definido, los periopodos son de color verde pálido presentando de 6 a 7 rayas horizontales de color verde oscuro. El segundo periopodo por lo general de color verde oscuro casi negro.

## Distribución
Macrobrachium quelchi ha sido señalado para Guyana y Venezuela, en Venezuela habiendo sido colectados en la Gran Sabana.